# Гнилоквас Семен Петрович
Семен Петрович Гнилоквас (9 травня 1903, с. Ярове, нині Черкаський район, Черкаська область — 22 квітня 1990, Київ) — український співак-бандурист.

## Життєпис
Навчався у Черкаській вчительскій семінарії. 1926 року вступив до Державного музично-драматичного інституту ім. М. В. Лисенка у Києві. Учасник Київської капели бандуристів від 1935 року. Працював у Держестраді як соліст-бандурист. Перший раз заарештований під час німецької окупації, а вдруге — 1948 року. Засудженоий до 10 років ув'язнення у Мордовських таборах. Повернувся бандурист до рідного Києва наприкінці 1956 року. 
Виступав з бандуристами Й. Кашубою, Ф. Дорожком, М. Бобирем та іншими. У репертуарі переважали українські народні пісні («Про Нечая», «Про Морозенка», «Про Супруна», «Про Байду» та ін.), пісні про Т. Шевченка та на його слова.